# Lake in the Hills, Illinois
Lake in the Hills är en ort (village) i McHenry County, i delstaten Illinois, USA. Enligt United States Census Bureau har orten en folkmängd på 28 980 invånare (2011) och en landarea på 26,9 km².